# Дифранко, Ани
Ани Дифранко (англ. Angela Maria DiFranco, род. 23 сентября 1970 года, Буффало, штат Нью-Йорк) — американская певица, лауреат премии «Грэмми», активистка феминистического и других социальных движений.

## Биография
Ани Дифранко родилась в Буффало, штат Нью-Йорк. Родители — Элизабет и Данте, оба закончили Массачусетский технологический институт.
Начала играть Beatles в местных барах со своим преподавателем, Майклом Мелдрумом, в возрасте девяти лет.
В 1989 году Дифранко создала свою собственную звукозаписывающую компанию Righteous Records. В начале своей карьеры Дифранко работала с менеджером Дэйллм Андерсоном, писателем Buffalo News. Её дебютный альбом был выпущен зимой 1990 года. Позже она переехала в Нью-Йорк и гастролировала в течение 15 лет, останавливаясь только для записи альбомов.
В 1994 году Righteous Records была переименована на Righteous Babe Records. В 1998 году барабанщик Энди Сточански покинул группу, чтобы заняться сольной карьерой как певец и автор песен. Их отношения во время живых выступлений были продемонстрированы в альбоме 1997 года Living in Clip. В 2002 году её исполнение песни Грега Брауна «The Poet Game» появилось на Going Driftless.
В начале лета 2004 года скончался её отец. В июле 2005 года Дифранко взяла перерыв от гастролей. Она вернулась в тур в конце апреля 2006 года. И 8 августа 2006 года был выпущен альбом Reprieve.
11 сентября 2007 года она выпустила первую ретроспективу карьеры, под названием Canon и первый сборник стихов под названием Verses.
Red Letter Year был выпущен 30 сентября 2008 года. В 2008 году её группа поддержки состоит из Тодда Сикафуза на контрабасе, Эллисон Миллер на барабанах, и Майка Диллона на ударных и вибрации.
Она также является поэтом и была отмечена на Def Jam’s poetry hour.
Она с мужем в настоящее время проживает в районе Bywater в Новом Орлеане.

## Дискография

### Студийные альбомы
- 1990 — Ani DiFranco
- 1991 — Not So Soft
- 1992 — Imperfectly
- 1993 — Puddle Dive
- 1994 — Like I Said: Songs 1990-91[3]
- 1994 — Out of Range
- 1995 — Not a Pretty Girl
- 1996 — Dilate
- 1998 — Little Plastic Castle
- 1999 — Up Up Up Up Up Up
- 1999 — To the Teeth
- 2001 — Revelling/Reckoning
- 2003 — Evolve
- 2004 — Educated Guess
- 2005 — Knuckle Down
- 2006 — Reprieve
- 2007 — Canon (compilation)
- 2008 — Red Letter Year

### Live-альбомы
- 1994 — An Acoustic Evening With
- 1994 — Women in (E)motion (German Import)
- 1997 — Living in Clip
- 2002 — So Much Shouting, So Much Laughter
- 2004 — Atlanta - 10.9.03 (Official Bootleg series)
- 2004 — Sacramento - 10.25.03 (Official Bootleg series)
- 2004 — Portland - 4.7.04 (Official Bootleg series)
- 2005 — Boston - 11.16.03 (Official Bootleg series)
- 2005 — Chicago - 1.17.04 (Official Bootleg series)
- 2005 — Madison - 1.25.04 (Official Bootleg series)
- 2005 — Rome - 11.15.04 (Official Bootleg series)
- 2006 — Carnegie Hall - 4.6.02 (Official Bootleg series — available in stores)
- 2007 — Boston - 11.10.06 (Official Bootleg series)
- 2008 — Hamburg - 10.18.07 (Official Bootleg series)
- 2009 — Saratoga, CA - 9.18.06 (Official Bootleg series)

### EPs
- 1996 — More Joy, Less Shame
- 1999 — Little Plastic Remixes (limited distribution)
- 2000 — Swing Set

### Демо
- 1989 — Demo tape (unreleased)

### Видео
- 2002 — Render: Spanning Time with Ani DiFranco
- 2004 — Trust
- 2008 — Live at Babeville

### Поэзия
- 2004 — «Self-evident: poesie e disegni»
- 2007 — Verses

### Другой вклад
- 2004 — WFUV: City Folk Live VII — «Bliss Like This»